# Квалификације за Светско првенство у фудбалу 2022 — УЕФА група Е
Група Е европских квалификација за Светско првенство у фудбалу 2022. се састојала од 5 репрезентација Белгија, Велс, Чешка, Белорусија и Естонија.
Репрезентација Белгије је као првопласирана репрезентација изборила директан пласман на првенство, док је Велс као другопласирана репрезентација отишла у бараж. Репрезентација Чешке је као један од два најбоља победника својих група Лиге Нација 2020/21. изборила пласман у бараж. 

## Табела
| Легенда |
| --- |
| Репрезентација која се квалификује у првом кругу                                                                             |
| Репрезентација која иде у бараж након првог круга                                                                            |
| Победници група Лиге нација 2020/21. који иду у бараж након што нису завршили на првом или другом месту табеле у првом кругу |

| Табела групе Е | Табела групе Е | Табела групе Е | Табела групе Е | Табела групе Е | Табела групе Е | Табела групе Е | Табела групе Е | Табела групе Е | Табела групе Е |  |         |      |       |          |            |  | Домаћи | Домаћи | Домаћи | Домаћи | Домаћи | Домаћи | Домаћи | Гости | Гости | Гости | Гости | Гости | Гости | Гости |
|                | Репрезентација | И              | Д              | Н              | И              | ДГ             | ПГ             | ГР             | Бод.           |  | Белгија | Велс | Чешка | Естонија | Белорусија |  | И      | Д      | Н      | И      | ДГ     | ПГ     | Бод.   | И     | Д     | Н     | И     | ДГ    | ПГ    | Бод.  |
| 1.             | Белгија        | 8              | 6              | 2              | 0              | 25             | 6              | +19            | 20             |  | -       | 3:1  | 3:0   | 3:1      | 8:0        |  | 4      | 4      | 0      | 0      | 17     | 2      | 12     | 4     | 2     | 2     | 0     | 8     | 4     | 8     |
| 2.             | Велс           | 8              | 4              | 3              | 1              | 14             | 9              | +5             | 15             |  | 1:1     | -    | 1:0   | 0:0      | 5:1        |  | 4      | 2      | 2      | 0      | 7      | 2      | 8      | 4     | 2     | 1     | 1     | 7     | 7     | 7     |
| 3.             | Чешка          | 8              | 4              | 2              | 2              | 14             | 9              | +5             | 14             |  | 1:1     | 2:2  | -     | 2:0      | 1:0        |  | 4      | 2      | 2      | 0      | 6      | 3      | 8      | 4     | 2     | 0     | 2     | 8     | 6     | 6     |
| 4.             | Естонија       | 8              | 1              | 1              | 6              | 9              | 21             | -12            | 4              |  | 2:5     | 0:1  | 2:6   | -        | 2:0        |  | 4      | 1      | 0      | 3      | 6      | 12     | 3      | 4     | 0     | 1     | 3     | 3     | 9     | 1     |
| 5.             | Белорусија     | 8              | 1              | 0              | 7              | 7              | 24             | -17            | 3              |  | 0:1     | 2:3  | 0:2   | 4:2      | -          |  | 4      | 1      | 0      | 3      | 6      | 8      | 3      | 4     | 0     | 0     | 4     | 1     | 16    | 0     |

## Резултати
| Белгија                                      | 3:1    | Велс       |
| -------------------------------------------- | ------ | ---------- |
| де Бројне 22’ · Азар 28’ · Лукаку 73’ (пен.) | Детаљи | Вилсон 11’ |

| Естонија                 | 2:6    | Чешка                                                   |
| ------------------------ | ------ | ------------------------------------------------------- |
| Сапинен 12’ · Анијер 86’ | Детаљи | Шик 18’ · Барак 27’ · Соучек 32’, 43’, 48’ · Јанкто 56’ |

| Белорусија                                           | 4:2    | Естонија        |
| ---------------------------------------------------- | ------ | --------------- |
| Лисакович 45’ (пен.), 83’ · Кендиш 64’ · Савицки 81’ | Детаљи | Анијер 31’, 55’ |

| Чешка      | 1:1    | Белгија    |
| ---------- | ------ | ---------- |
| Провод 50’ | Детаљи | Лукаку 60’ |

| Белгија                                                                                | 8:0    | Белорусија |
| -------------------------------------------------------------------------------------- | ------ | ---------- |
| Батшуаји 14’ · Ванакен 17’, 89’ · Тросард 38’, 74’ · Доку 42’ · Прат 49’ · Бентеке 70’ | Детаљи |            |

| Велс      | 1:0    | Чешка |
| --------- | ------ | ----- |
| Џејмс 82’ | Детаљи |       |

| Чешка     | 1:0    | Белорусија |
| --------- | ------ | ---------- |
| Барак 34’ | Детаљи |            |

| Естонија            | 2:5    | Белгија                                               |
| ------------------- | ------ | ----------------------------------------------------- |
| Кајт 2’ · Сорга 83’ | Детаљи | Ванакен 22’ · Лукаку 29’, 52’ · Витсел 65’ · Фоке 76’ |

| Белорусија                       | 2:3    | Велс                              |
| -------------------------------- | ------ | --------------------------------- |
| Лисакович 29’ (пен.) · Седко 30’ | Детаљи | Бејл 5’ (пен.), 69’ (пен.), 90+3’ |

| Белгија                                | 3:0    | Чешка |
| -------------------------------------- | ------ | ----- |
| Лукаку 8’ · Азар 41’ · Салемаекерс 65’ | Детаљи |       |

| Белорусија | 0:1    | Белгија  |
| ---------- | ------ | -------- |
|            | Детаљи | Прет 33’ |

| Велс | 0:0    | Естонија |
| ---- | ------ | -------- |
|      | Детаљи |          |

| Чешка                      | 2:2    | Велс                  |
| -------------------------- | ------ | --------------------- |
| Пешек 38’ · Вард 49’ (аг.) | Детаљи | Ремзи 36’ · Џејмс 69’ |

| Естонија                | 2:0    | Белорусија |
| ----------------------- | ------ | ---------- |
| Сорга 58’ · Зењов 90+3’ | Детаљи |            |

| Белорусија | 0:2    | Чешка                |
| ---------- | ------ | -------------------- |
|            | Детаљи | Шик 22’ · Хложек 65’ |

| Естонија | 0:1    | Велс    |
| -------- | ------ | ------- |
|          | Детаљи | Мур 12’ |

| Белгија                              | 3:1    | Естонија  |
| ------------------------------------ | ------ | --------- |
| Бентеке 11’ · Караско 53’ · Азар 74’ | Детаљи | Сорга 70’ |

| Велс                                                           | 5:1    | Белорусија   |
| -------------------------------------------------------------- | ------ | ------------ |
| Ремзи 3’, 50’ (пен.) · Вилијамс 20’ · Дејвис 77’ · Робертс 89’ | Детаљи | Концевој 87’ |

| Чешка                   | 2:0    | Естонија |
| ----------------------- | ------ | -------- |
| Брабец 59’ · Сикора 85’ | Детаљи |          |

| Велс    | 1:1    | Белгија       |
| ------- | ------ | ------------- |
| Мур 32’ | Детаљи | де Бројне 12’ |

## Стрелци
5 голова
| - Ромелу Лукаку |

3 гола
| - Ханс Ванакен - Виталиј Лисакович - Арон Ремзи | - Гарет Бејл - Ерик Сорга | - Хенри Анијер - Томаш Соучек |

2 гола
| - Денис Прат - Леандро Тросард - Кевин де Бројне | - Кристијан Бентеке - Торган Азар - Данијел Џејмс | - Кифер Мур - Антонин Барак - Патрик Шик |

1 гол
| - Алексис Салемаекерс - Аксел Витсел - Едан Азар - Жереми Доку - Јаник Караско - Миши Батшуаји - Томас Фоке - Артјом Концевој | - Јури Кендиш - Павел Савитски - Павел Седко - Бен Дејвис - Конор Робертс - Неко Вилијамс - Хари Вилсон - Матијас Кајт | - Рауно Сапинен - Сергеј Зењов - Адам Хложек - Јакуб Брабец - Јакуб Јанкто - Јакуб Пешек - Јан Сикора - Лукаш Провод |

Аутогол
| - Дени Вард (против Чешке) |